# مترجم (حوسبة)
المترجِم (بالإنجليزية: Translator) في البرمجة هو برنامج حاسوبي يحول البرامج الأخرى المكتوبة باللغة البرمجية إلى برامج بلغة ثانية محافظا على «منطق» البرنامج الأصلي أي بنيته وغرضه.
تتضمن هذه الترجمات بين لغات البرمجة عالية المستوى والقابلة للقراءة البشرية مثل سي++ وجافا، ولغات المستوى المتوسط مثل جافا بايت كود، واللغات ذات المستوى المنخفض مثل لغة التجميع ولغة الآلة، وبين مستويات مماثلة من اللغة على المنصات المختلفة، وكذلك من أي مما سبق إلى لغة أخرى.

## أنواعه
1. مُصرّف (بالإنجليزية: Compiler).
2. مُجمّع (بالإنجليزية: Assembler).
3. مفسّر (بالإنجليزية: Interpreter).
4. مترجم ثنائي (بالإنجليزية: Binary translator): ثنائي إلى ثنائي، غالباً ما يكون كوداً.
5. مترجم لغة تجميع (بالإنجليزية: Assembly language translator): مصدر منخفض المستوى إلى كود مصدري.
6. مترجم مصدر لمصدر (بالإنجليزية: Source-to-source translator): مصدر عالي المستوى إلى كود مصدري.
7. معيد كتابة (بالإنجليزية: Rewriter): مصدر إلى مصدر، غالباً ما يكون كوداً.
8. محوّل ملفات (بالإنجليزية: File converter): ثنائي إلى ثنائي، غالباً بيانات.
9. مبدل ترميز (بالإنجليزية: Transcoder): ثنائي إلى ثنائي، بيانات.

### المُصرِّف
المُصرِّف هو مترجم يستخدم لتحويل لغة برمجة عالية المستوى إلى لغة البرمجة منخفضة المستوى. حيث يقوم بتحويل البرنامج بأكمله في جلسة واحدة ويبلغ عن الأخطاء المكتشفة بعد التحويل. يستغرق المترجم وقتًا للقيام بعمله حيث أنه يترجم نصًا برمجيًا عالي المستوى إلى نص برمجي منخفض المستوى مرة واحدة ثم يحفظه في الذاكرة. يعتمد المترجم على المعالج وعلى النظام الأساسي.

### المفسر
المفسر يشبه المحول، وهو مترجم يستخدم لتحويل لغة برمجة عالية المستوى إلى لغة برمجة منخفضة المستوى. الفرق هو أنه يحول البرامج واحدًا تلو الآخر ويبلغ عن الأخطاء عند اكتشافها، بينما يقوم أيضًا بالتحويل. والمفسر أسرع من المترجم لأنه ينفذ الكود فور قراءة الكود. غالبًا ما يتم استخدامه كأداة تصحيح لتطوير البرامج حيث يمكنه تنفيذ سطر واحد من التعليمات البرمجية في كل مرة. يعتبر المفسر أيضًا أكثر قابلية للحمل من المترجم لأنه مستقل عن المعالج، يمكنك العمل به في مختلف بنى الأجهزة.

### المجمع
المجمع هو مترجم يستخدم لترجمة لغة التجميع إلى لغة الآلة. لديه نفس وظيفة المحول للغة التجميع ولكنه يعمل كمفسر. من الصعب فهم لغة التجميع لأنها لغة برمجة منخفضة المستوى. يقوم المجمّع بترجمة لغة ذات مستوى منخفض، مثل لغة التجميع إلى لغة ذات مستوى أقل، مثل لغة الآلة.